# Wenera 2
Wenera 2 (ros. Венера - „Wenus”) – radziecka bezzałogowa sonda kosmiczna przeznaczona do badania planety Wenus, kolejna nieudana misja w ramach programu Wenera. 

## Cele naukowe
- Badania promieniowania korpuskularnego i pola magnetycznego między Ziemią a Wenus oraz w otoczeniu Wenus.
- Dostarczenie obrazów Wenus za pośrednictwem aparatury TV.

## Przebieg misji
Start Wenery 2 nastąpił 12 listopada 1965 o 05:02 GMT z kosmodromu Bajkonur rakietą Mołnia 8K78M. Po osiągnięciu okołoziemskiej orbity parkingowej ostatni człon rakiety – Tyazheliy Sputnik (numer COSPAR 1965-091B) skierował ją w stronę Wenus. 27 lutego 1966 roku sonda minęła Wenus w odległości około 24 000 km i weszła na orbitę heliocentryczną. Jednak przed dotarciem do planety nastąpiła awaria łączności i do Ziemi nie dotarły żadne dane.

## Instrumenty
Wenera 2 należała do typu 3MV-4 i została zbudowana przez biuro konstrukcyjne OKB-1. Sonda miała na pokładzie aparaturę TV i instrumenty naukowe.
- Eksperyment cząstek energetycznych MSU–TASPD – był jednym z kilku eksperymentów przygotowanych przez Wydział Teoretycznej i Stosowanej Fizyki Kosmicznej przy Instytucie Fizyki Jądrowej im. Skobielcyna Uniwersytetu Moskiewskiego. Instrument ten był również na pokładzie sond Łuna, Zond, Mars, Wega, Fobos, i mierzył cząstki energetyczne (MeV) w ośrodku międzyplanetarnym (wczesne misje np. Zond 1 i 3, prowadziły pomiary powyżej 30 MeV, późniejsze, mierzyły protony o niższej energii i większej ilości miejsc (w okolicach i z dala od Słońca)).